# FFH-Gebiet Owschlager See

Das FFH-Gebiet Owschlager See ist ein NATURA 2000-Schutzgebiet in Schleswig-Holstein im Kreis Rendsburg-Eckernförde in der Gemeinde Owschlag. Es liegt im Bereich der naturräumlichen Haupteinheit Schleswiger Vorgeest (Objekt-ID 69700) die wiederum Teil der Naturräumlichen Großregion 2. Ordnung Schleswig-Holsteinische Geest ist.
Das FFH-Gebiet Owschlager See liegt am Südrand der Wohnbebauung des Hauptortes Owschlag und östlich der Eisenbahnlinie Rendsburg – Flensburg. Es hat eine Fläche von 44 Hektar. Die größte Ausdehnung liegt in Nordwestrichtung und beträgt 1,32 Kilometer. Die höchste Erhebung mit 14 Meter über NN befindet sich am Nordwestrand des FFH-Gebietes, der niedrigste Bereich liegt am Ufer des Owschlager Sees mit 5 Meter über NN.
Das FFH-Gebiet liegt am Fuße einer Grundmoräne der Weichsel-Kaltzeit und besteht zur Hälfte aus Binnengewässern und vor allem im Norden knapp zur Hälfte aus mesophilem Grünland. Der Owschlager See ist von einem schmalen Streifen Uferbewuchs umgeben. Im Norden ist 1 % der Fläche mit Laubwald bestockt, siehe Diagramm 1.
Im Norden fließt das Fließgewässer Beek vom Heidteich kommend in den Owschlager See und verlässt ihn im Süden als Seeaue, die nach 570 Meter in die Mühlenau und schließlich in die Sorge mündet.
Der Owschlager See nimmt mit seinen 23 Hektar gut die Hälfte des FFH-Gebietes ein. Er wird als Angelsee genutzt und ist unter anderem mit Aal, Barsch, Hecht, Karpfen, Regenbogenforelle, Schleie, Spiegelkarpfen und Zander besetzt. Der See wird von der Bevölkerung als Erholungsgebiet genutzt. Am Südende befindet sich eine öffentliche Badestelle der Gemeinde Owschlag mit Liegewiese, Spielplatz, Grillplatz und Schutzhütte (Lage).

## FFH-Gebietsgeschichte und Naturschutzumgebung
Der NATURA 2000-Standard-Datenbogen (SDB) für dieses FFH-Gebiet wurde im Mai 2004 vom Landesamt für Landwirtschaft, Umwelt und ländliche Räume (LLUR) des Landes Schleswig-Holstein erstellt, im September 2004 als Gebiet von gemeinschaftlicher Bedeutung (GGB) vorgeschlagen, im November 2007 von der EU als GGB bestätigt und im Januar 2010 national nach § 32 Absatz 2 bis 4 BNatSchG in Verbindung mit § 23 LNatSchG als besonderes Erhaltungsgebiet (BEG) bestätigt. Der SDB wurde zuletzt im Mai 2019 aktualisiert. Der Managementplan für das FFH-Gebiet wurde am 18. Oktober 2017 veröffentlicht.
Das LLUR hat mit der Gebietsbetreuung des FFH-Gebietes Owschlager See gem. § 20 LNatSchG den Verein zur Förderung des Umweltschutzes und der Landschaftspflege im Raume des Naturparks Hüttener Berge e.V. (VFUL) beauftragt.
In einer Entfernung von 560 Meter südlich befindet sich das FFH-Gebiet Binnendünen- und Moorlandschaft im Sorgetal.

## FFH-Erhaltungsgegenstand
Laut Standard-Datenbogen vom Mai 2019 sind folgende FFH-Lebensraumtypen (LRT) und Arten für das Gesamtgebiet als FFH-Erhaltungsgegenstände mit den entsprechenden Beurteilungen zum Erhaltungszustand der Umweltbehörde der Europäischen Union gemeldet worden (Gebräuchliche Kurzbezeichnung (BfN)):
FFH-Lebensraumtypen nach Anhang I der EU-Richtlinie:
- 3150 Natürliche und naturnahe nährstoffreiche Stillgewässer mit Laichkraut oder Froschbiss-Gesellschaften (Gesamtbeurteilung B)[15]
- 6430 Feuchte Hochstaudenfluren (Gesamtbeurteilung C)[16]
- 7140 Übergangs- und Schwingrasenmoore (Gesamtbeurteilung C)[17]

- 9110 Hainsimsen-Buchenwälder (Gesamtbeurteilung C)[18]
- 91E0* Erlen-Eschen- und Weichholzauenwälder (Gesamtbeurteilung C)[19]

## FFH-Erhaltungsziele
Aus den oben aufgeführten FFH-Erhaltungsgegenständen werden als FFH-Erhaltungsziele von besonderer Bedeutung die Erhaltung folgender Lebensraumtypen und Arten im FFH-Gebiet vom Ministerium für Energiewende, Landwirtschaft, Umwelt und ländliche Räume des Landes Schleswig-Holstein erklärt:
- 3150 Natürliche und naturnahe nährstoffreiche Stillgewässer mit Laichkraut oder Froschbiss-Gesellschaften
- 91E0* Erlen-Eschen- und Weichholzauenwälder

Aus den oben aufgeführten FFH-Erhaltungsgegenständen werden als FFH-Erhaltungsziele von Bedeutung die Erhaltung folgender Lebensraumtypen und Arten im FFH-Gebiet vom Ministerium für Energiewende, Landwirtschaft, Umwelt und ländliche Räume des Landes Schleswig-Holstein erklärt:
- 6430 Feuchte Hochstaudenfluren
- 7140 Übergangs- und Schwingrasenmoore
- 9110 Hainsimsen-Buchenwälder

## FFH-Analyse und Bewertung
Das Kapitel FFH-Analyse und Bewertung im Managementplan beschäftigt sich unter anderem mit den aktuellen Gegebenheiten des FFH-Gebietes und den Hindernissen bei der Erhaltung und Weiterentwicklung der FFH-Lebensraumtypen. Die Ergebnisse fließen in den FFH-Maßnahmenkatalog ein.
Die Gesamtbeurteilung der FFH-Lebensraumtypen im Gebiet ist bezogen auf den Flächenanteil aller FFH-Lebensraumtypen zu gut neun Zehntel mit einem guten Gesamturteil (B) und zu knapp einem Zehntel mit schlechter als gut bewertet worden, siehe Diagramm 3. Diese Daten entstammen dem aktuellen SDB vom Mai 2019. Mit der guten Gesamtbeurteilung wurde nur der FFH-Lebensraumtyp 3150 Natürliche und naturnahe nährstoffreiche Stillgewässer mit Laichkraut oder Froschbiss-Gesellschaften ausgewiesen, also der Owschlager See.
Der See und der Großteil der den See umgebenden Ländereien sind im Privatbesitz. Lediglich die öffentliche Badestelle am Südende des Owschlager Sees ist im Besitz der Gemeinde Owschlag.
Auffällig ist, dass beim Vergleich der FFH-Lebensraumtypen des aktuellen SDB (Stand Mai 2019) mit den Angaben der aktuellen Biotopkartierung (Stand Februar 2022, Kartierjahr 2016) von den fünf in den FFH-Erhaltungszielen angegebenen FFH-Lebensraumtypen nur der FFH-Lebensraumtyp 3150 Natürliche und naturnahe nährstoffreiche Stillgewässer mit Laichkraut oder Froschbiss-Gesellschaften kartiert ist, siehe Tabelle 1. Knapp ein Drittel der Gebietsfläche ist nach Biotopkartierung keinem Schutzstatus unterstellt, siehe Diagramm 4.
| Lfd. Nr. | Biotop-Nummer  | Schutzstatus           | Bezeichnung | Fläche [m²] | Erhaltungs-zustand | Lage                        | Kartierdatum |
| -------- | -------------- | ---------------------- | --- | ----------- | ------------------ | --------------------------- | ------------ |
| 1        | 325386026-0911 | ges. gesch. Biotop     | NSr Staudensumpf | 4000        |                    | 54° 23′ 21″ N, 9° 35′ 45″ O | 16.09.2016   |
| 2        | 325386026-0912 | ges. gesch. Biotop     | NSj Binsen- und Simsenried | 1420        |                    | 54° 23′ 21″ N, 9° 35′ 43″ O | 16.09.2016   |
| 3        | 325386026-0423 | ges. gesch. Biotop     | GNr Nährstoffreiches Nassgrünland | 833         |                    | 54° 23′ 20″ N, 9° 35′ 42″ O | 03.04.2020   |
| 4        | 325386026-0422 | ges. gesch. Biotop     | WEe Erlen-Eschen-Sumpfwald | 487         |                    | 54° 23′ 19″ N, 9° 35′ 43″ O | 03.04.2020   |
| 5        | 325386026-0910 | ges. gesch. Biotop     | WBe Erlen-Bruchwald | 2677        |                    | 54° 23′ 19″ N, 9° 35′ 44″ O | 15.09.2016   |
| 6        | 325386026-0913 | ges. gesch. Biotop     | WMy Sonstiger Laubwald auf reichen Böden, XHs Artenreicher Steilhang im Binnenland                                                      | 3969        |                    | 54° 23′ 16″ N, 9° 35′ 47″ O | 16.09.2016   |
| 7        | 325386026-0909 | ges. gesch. Biotop     | WBe Erlen-Bruchwald | 5929        |                    | 54° 23′ 14″ N, 9° 35′ 52″ O | 15.09.2016   |
| 8        | 325386026-0908 | ges. gesch. Biotop     | NSs Großseggenried | 703         |                    | 54° 23′ 14″ N, 9° 35′ 54″ O | 15.09.2016   |
| 9        | 325386026-0907 | ges. gesch. Biotop     | WBw Weiden-Bruchwald | 4532        |                    | 54° 23′ 12″ N, 9° 35′ 55″ O | 15.09.2016   |
| 10       | 325386026-0917 | ges. gesch. Biotop     | NSs Großseggenried | 9787        |                    | 54° 23′ 10″ N, 9° 35′ 57″ O | 16.09.2016   |
| 11a      | 325386026-0919 | ges. gesch. Biotop     | NRs Schilf-, Rohrkolben-, Teichsimsen-Röhricht                                                                                          | 18105       |                    | 54° 23′ 12″ N, 9° 36′ 3″ O  | 16.09.2016   |
| 11b      | 325386026-0919 | ges. gesch. Biotop     | WBw Weiden-Bruchwald | 2011        |                    | 54° 23′ 12″ N, 9° 36′ 3″ O  | 16.09.2016   |
| 12       | 325386026-0918 | ges. gesch. Biotop     | WBe Erlen-Bruchwald | 7368        |                    | 54° 23′ 7″ N, 9° 35′ 59″ O  | 16.09.2016   |
| 13       | 325386026-0921 | ges. gesch. Biotop     | WBw Weiden-Bruchwald | 2746        |                    | 54° 23′ 2″ N, 9° 36′ 8″ O   | 15.09.2016   |
| 14       | 325386026-0905 | ges. gesch. Biotop     | WMy Sonstiger Laubwald auf reichen Böden, XHs Artenreicher Steilhang im Binnenland                                                      | 5653        |                    | 54° 23′ 2″ N, 9° 36′ 16″ O  | 15.09.2016   |
| 15       | 325386026-0922 | LRT+ges. gesch. Biotop | 3150 Natürliche und naturnahe nährstoffreiche Stillgewässer mit Laichkraut oder Froschbiss-Gesellschaften + FSe Eutrophes Stillgewässer | 1150        | k. A.              | 54° 23′ 2″ N, 9° 36′ 11″ O  | 13.09.2016   |
| 16       | 325386026-0920 | LRT+ges. gesch. Biotop | 3150 Natürliche und naturnahe nährstoffreiche Stillgewässer mit Laichkraut oder Froschbiss-Gesellschaften + FSe Eutrophes Stillgewässer | 210336      | k. A.              | 54° 23′ 7″ N, 9° 36′ 20″ O  | 25.07.2016   |
| 17       | 325386026-0904 | ges. gesch. Biotop     | RHs Feuchte Hochstaudenflur außerhalb amphibischer Uferbereiche stehender Binnengewässer; YQs Sicker- oder Sumpfquelle                  | 75          |                    | 54° 23′ 1″ N, 9° 36′ 25″ O  | 15.09.2016   |
| 18       | 325386026-0903 | ges. gesch. Biotop     | RHs Feuchte Hochstaudenflur außerhalb amphibischer Uferbereiche stehender Binnengewässer                                                | 733         |                    | 54° 23′ 1″ N, 9° 36′ 25″ O  | 15.09.2016   |
| 19       | 325386026-0901 | ges. gesch. Biotop     | NRs Schilf-, Rohrkolben-, Teichsimsen-Röhricht                                                                                          | 988         |                    | 54° 23′ 0″ N, 9° 36′ 29″ O  | 15.09.2016   |
| 20       | 325386026-0902 | ges. gesch. Biotop     | WBw Weiden-Bruchwald | 8820        |                    | 54° 22′ 57″ N, 9° 36′ 35″ O | 15.09.2016   |
| 21       | 325386026-0906 | ges. gesch. Biotop     | HBy Sonstiges Gebüsch; XHs Artenreicher Steilhang im Binnenland                                                                         | 4253        |                    | 54° 23′ 9″ N, 9° 36′ 34″ O  | 15.09.2016   |
| 22       | 325386026-0915 | ges. gesch. Biotop     | GNr Nährstoffreiches Nassgrünland | 6.229       |                    | 54° 23′ 16″ N, 9° 36′ 3″ O  | 16.09.2016   |
| 23       | 325386026-0916 | ges. gesch. Biotop     | GNr Nährstoffreiches Nassgrünland; YQs Sicker- oder Sumpfquelle                                                                         | 245         |                    | 54° 23′ 16″ N, 9° 36′ 5″ O  | 16.09.2016   |
| 24       | 325386026-0914 | ges. gesch. Biotop     | NRg Wasser-Schwaden-Röhricht | 990         |                    | 54° 23′ 17″ N, 9° 35′ 56″ O | 16.09.2016   |

## FFH-Maßnahmenkatalog
Der FFH-Maßnahmenkatalog im Managementplan führt neben den bereits durchgeführten Maßnahmen geplante Maßnahmen zur Erhaltung und Entwicklung der FFH-Lebensraumtypen im FFH-Gebiet an. Die Maßnahmen sind in einer Maßnahmenkarte lokalisiert und als Arbeitsgrundlage in siebzehn Maßnahmenblättern festgehalten.
Schwerpunkt der geforderten Maßnahmen ist die Verbesserung der Wasserqualität im Owschlager See. Dem See werden über die Beek und diffusen Quellen aus dem Grünland zu viele Nährstoffe zugeleitet, die zur Grünalgen- und Faulschlammbildung im See führen. Der nach § 38a des Wasserhaushaltsgesetzes des Bundes vorgeschriebene Gewässerrandstreifen ist an vielen Stellen nicht vorhanden.
Die umgebenden Grünlandflächen sollten möglichst extensiv genutzt werden und somit hin zu Magerböden entwickelt werden, indem das Mähgut aus dem Gebiet entfernt wird.
Die Beek als größter Zufluss des Owschlager Sees sollte in Teilen renaturiert werden. Im Mündungsbereich sollte durch Umleitung des direkten Austritts ins umgebende Röhricht eine Verrieselung des Mündungswassers erfolgen.
Zur besseren Information der Besucher über das FFH-Gebiet sollte an der Badestelle und am Westufer jeweils eine Informationstafel des landesweiten Besucherinformationssystems (BIS) aufgestellt werden.

## FFH-Erfolgskontrolle und Monitoring der Maßnahmen
Eine FFH-Erfolgskontrolle und Monitoring der Maßnahmen findet in Schleswig-Holstein alle 6 Jahre statt. Die Ergebnisse des letzten Monitorings wurden noch nicht veröffentlicht (Stand Januar 2022).